# Шеффер, Николя
Николя Шеффер (венг. Schöffer Miklós; фр. Nicolas Schöffer; 6 сентября 1912 — 8 января 1992) — французский скульптор и художник венгерского происхождения, теоретик искусства, видный представитель кинетического искусства, один из родоначальников кибернетического искусства (1954) и видеоарта (1961).

## Биография и творчество
Николя Шеффер родился в городе Калоча (Австро-Венгрия) 6 сентября 1912 года. Изучал живопись в Школе изящных искусств в Будапеште в период с 1932 по 1935 годы, а затем — в Школе изящных искусств в Париже. Стал гражданином Франции в 1948 году. Между 1941 и 1951 годами сменил целый ряд работ, в том числе литейщика и гостиничного портье. Жил в Париже с 1936 года до самой смерти в своем ателье на Монмартре в 1992 году.
Шеффер занимался живописью, кинетической скульптурой, архитектурой, кино, телевидением, музыкой (сотрудничал с Пьером Анри). Его творческие поиски были связаны с динамизмом в искусстве. Этот интерес художника был поначалу инициирован творчеством кубофутуристов, затем усилился и развился в связи с русским конструктивизмом. Представители этих направлений развивали идеи статических трехмерных скульптурных форм, добавив четвёртое измерение — время и движение.
Шеффер пошёл дальше, воспользовавшись кибернетическими теориями (теориями обратной связи, интерактивности, основанными на идеях Норберта Винера). Его CYSP 1 (1956) — первая кинетическая скульптура в истории искусства, в которой использовались электроника (разработка фирмы Филлипс). Скульптура установлена на подставке с четырьмя роликами, которая содержит механизм и электронный мозг. Фото-электроды и микрофон, встроенные в скульптуру, улавливают все вариации в области цвета, интенсивности света и звука. Все эти изменения влияют на части скульптуры.

## Работы и важные даты

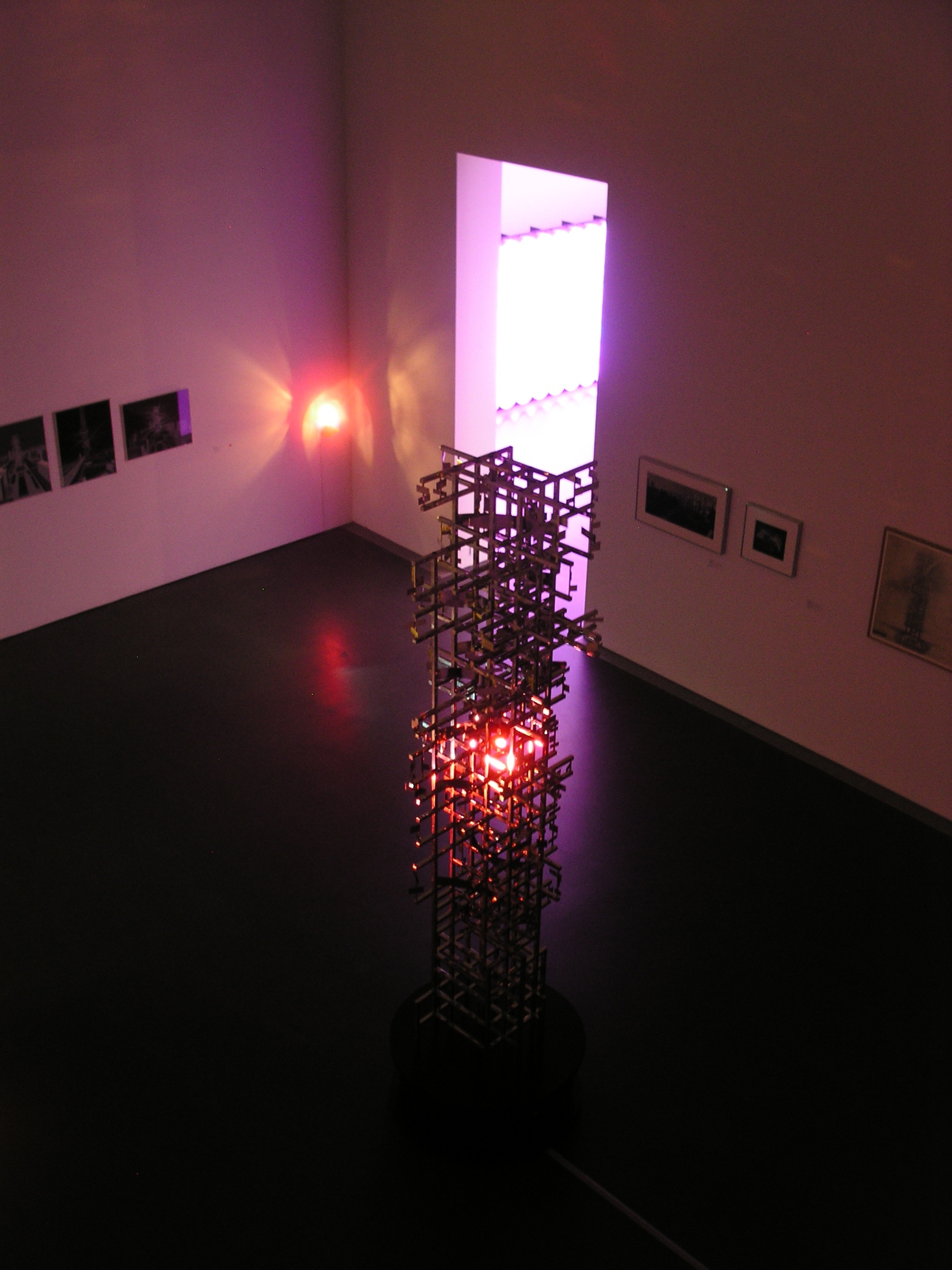
Tour Lumière Cybernétique de Paris.
La Défense (Chronos 4), 1961

- 1954: Звуковая кибернетическая башня (50 метров высотой) для 1-го салона «Bâtimat» (Париж).
- 1955: Дом с невидимой стеной для 2-го салона «Bâtimat» (Париж).
- 1956: Первая самоуправляемая автономная кибернетическая скульптура CYSP 1.
- 1961: Кибернетическая башня Льежа (52 метра высотой, 66 оборотных зеркал, 120 цветных проекторов, фотоэлементы и микрофоны) вместе с анимированным цветным представлением площадью 1500 м² на фасаде Дворца Конгресса.
- 1961: Первое видео-производство в истории телевидения: Вариации Luminodynamiques 1.
- 1963: Ретроспективная выставка в Музее декоративных искусств, Павильон де Марсан (Лувр), где впервые была показана уменьшенная модель Кибернетической световой башни Париж Ла Дефанс.
- 1965: Один из основателей GIAP (International Group of Prospective Architecture — Международной Группы Перспективной Архитектуры).
- 1968: Первый приз Венецианской биеннале, создание и первая презентация PRISM.
- 1969: Один из основателей UP7 (Pedagogical Unit of Prospective Architecture — Педагогическая Группа Перспективной Архитектуры) в Школе изобразительных искусств Парижа.
- 1970: 12-метровый анимированный макет T.L.C. (Кибернетической световой башни Париж Ла Дефанс) на Всемирной выставке в Осаке (Япония).
- 1973: Создание и презентация SCAM 1., первой автомобильной скульптуры в Милане и Париже.
- 1973: KYLDEX 1, первое экспериментальное кибернетическое шоу в гамбургской опере на музыку Пьера Анри.
- 1974: Инсталляция 20-метровой программируемой скульптуры: CHRONOS 8. в Сан-Франциско.
- 1977: Поездка в Венгрию по официальному приглашению венгерского правительства.
- 1980: Открытие Музея Николя Шеффера в Калоче (родном городе художника).
- 1982: 26-метровая кибернетическая башня CHRONOS 8 в Калоче. Избран действительным членом Института Франции, Академии изобразительных искусств.